# Bjurhustjärnen (Ådals-Lidens socken, Ångermanland, 703931-156820)
Bjurhustjärnen är en sjö i Sollefteå kommun i Ångermanland och ingår i Ångermanälvens huvudavrinningsområde.